# Oreotlos
Oreotlos is een geslacht van kreeftachtigen uit de klasse van de Malacostraca (hogere kreeftachtigen).

## Soorten
- Oreotlos angulatus (Rathbun, 1906)
- Oreotlos bertrandi C. G. S. Tan & Ng, 1995
- Oreotlos encymus C. G. S. Tan & Ng, 1993
- Oreotlos etor C. G. S. Tan & Richer de Forges, 1993
- Oreotlos havelocki (Laurie, 1906)
- Oreotlos heuretos C. G. S. Tan & Ng, 1995
- Oreotlos lagarodes C. G. S. Tan & Ng, 1995
- Oreotlos latus (Borradaile, 1903)
- Oreotlos pala C. G. S. Tan & Ng, 1995
- Oreotlos pax C. G. S. Tan & Ng, 1995
- Oreotlos potanus C. G. S. Tan & Ng, 1993
- Oreotlos speciosus Chen, 1989